# 馬目綾
馬目 綾（まのめ あや、1982年8月30日 - ）は、日本の長距離走選手。
2006年9月10日にロッテルダムで開催されたロッテルダムハーフマラソンにおいて3位となった。2007年のグレートスコティッシュランハーフマラソンにおいて3位となった。
白鷗大学出身。しまむらに所属していた。